# Селяева
Селяева — деревня в Аргаяшском районе Челябинской области. Входит в состав Камышевского сельского поселения.

## География
Расположена в восточной части района, на берегу реки Зюзелки. Расстояние до районного центра, села Аргаяш, 22 км, до центра сельского поселения деревни Камышевка — 4 км.

## Население
| 2002 | 2010 |
| ---- | ---- |
| 357  | ↗375 |

(в 1868 — 363, в 1873 — 417, в 1900 — 512, в 1916 — 620, в 1959 — 451, в 1970 — 493, в 1983 — 412, в 1995 — 406)

## История
Деревня основана в 1742 Селяем Юлдашевым (отсюда название). В 1763 была учтена в команде старшины Каратабынской волости тархана Ялтыра Таймасова. В годы коллективизации организован колхоз «Новый быт».

## Улицы
- Лесная улица
- Мостовая улица
- Новая улица
- Северная улица
- Улица Труда
- Школьная улица

## Инфраструктура
- отделение агрокомбината «Аргаяш»
- Школа
- ФАП